# Black Brant

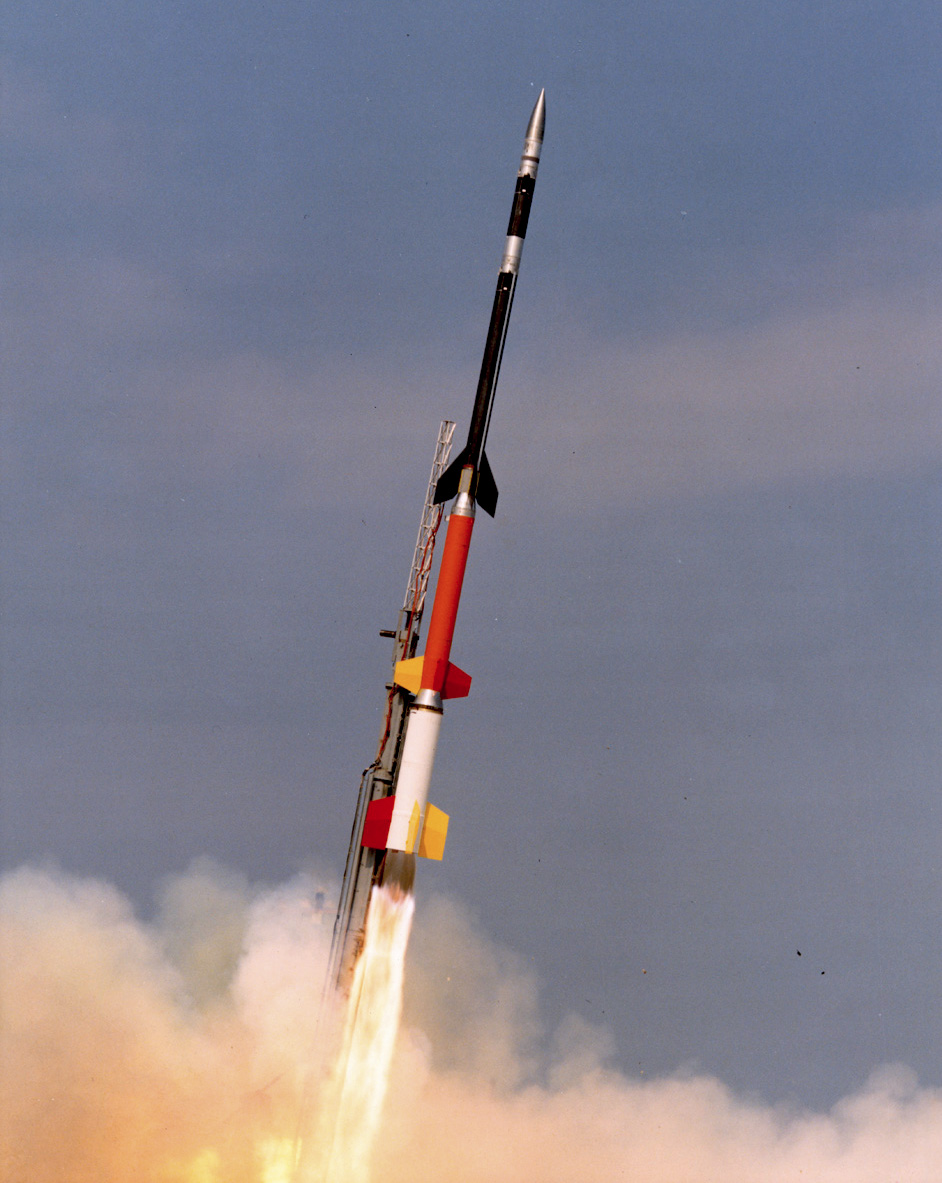
Llançament d'un Black Brant

El Black Brant és un coet sonda canadenc dissenyat per Bristol Aerospace per a fer estudis ionosfèrics amb l'objectiu de millorar les comunicacions militars.
Es van utilitzar 801 entre 1962 i 2005, amb una taxa d'èxits de 96,25%. Podia elevar càrregues d'entre 70 a 850 kg a altures d'entre 150 a 1500 km, proporcionant un màxim de 20 minuts de microgravetat. Va muntar diversos tipus de motors.

## Versions

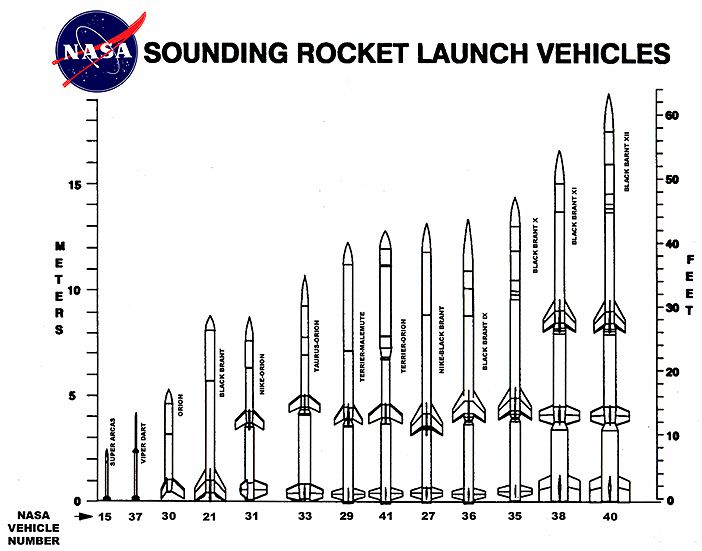
Comparació d'alguns coets sonda, incloent versions del Black Brant

### Black Brant I
- Càrrega màxima: 68 kg.[1]

- Apogeu: 225 km.

- Empenta a l'enlairament: 111 kN.

- Massa total: 730 kg.

- Diàmetre: 0.26 Metres.

- Longitud total: 7,41 Metres.

### Black Brant II
- Càrrega màxima: 68 kg.

- Apogeu: 274 km.

- Empenta a l'enlairament: 89 kN.

- Massa total: 800 kg.

- Diàmetre: 0.44 Metres.

- Longitud total: 8,45 Metres.

### Black Brant III
- Càrrega màxima: 18 kg.

- Apogeu: 177 km.

- Empenta a l'enlairament: 49 kN.

- Massa total: 286 kg.

- Diàmetre: 0.26 Metres.

- Longitud total: 5.50 Metres.

### Black Brant IV
- Coet de dos etapes compost per un Black Brant Va + Black Brant IIIA o IIIB

- Càrrega màxima: 100 kg.

- Apogeu: 1.000 km.

- Empenta a l'enlairament: 111 kN.

- Massa total: 1.356 kg.

- Diàmetre: 0.44 Metres.

- Longitud total: 11,06 Metres.

### Black Brant V
- Coet d'una sola etapa compost per un Black Brant VA, VB o VC.

- Càrrega màxima: 68 kg.

- Apogeu: 387 km.

- Empenta a l'enlairament: 111 kN.

- Massa total: 1197 kg.

- Diàmetre: 0.44 Metres.

- Longitud total: 8,15 Metres.

### Black Brant VI
- Càrrega màxima: kg.[2]

- Apogeu: 72 km.

- Empenta a l'enlairament: 7 kN.

- Massa total: 100 kg.

- Diàmetre: 0,12 Metres.

- Longitud total: 2,80 Metres.

### Black Brant VIII
- Càrrega màxima: kg.

- Apogeu: 340 km.

- Empenta a l'enlairament: 196 kN.

- Massa total: 2,000 kg.

- Diàmetre: 0,44 Metres.

- Longitud total: 11,90 Metres.

### Black Brant X
- Càrrega màxima: 90 kg.

- Apogeu: 900 km.

- Empenta a l'enlairament: 257 kN.

- Massa total: 2.600kg.

- Diàmetre: 0,44 Metres.

- Longitud total: 14,50 Metres.

### Black Brant XI
- Càrrega màxima: (...) kg.

- Apogeu: 800 km.

- Empenta a l'enlairament: (...) kN.

- Massa total: (...) kg.

- Diàmetre: (...) Metres.

- Longitud total: (...) Metres.

### Black Brant XII
- Càrrega màxima: De 110 a 410 kg.

- Apogeu: (...) km.

- Empenta a l'enlairament: (...) kN.

- Massa total: 5.300 kg, depenent de la càrrega.

- Diàmetre: (...) Metres.

- Longitud total: 15 Metres.